# 自衛隊ペルシャ湾派遣
自衛隊ペルシャ湾派遣（じえいたいペルシャわんはけん）は、湾岸戦争後の1991年（平成3年）にペルシャ湾に海上自衛隊の掃海部隊（ペルシャ湾掃海派遣部隊）が派遣されたことをいう。この作戦は湾岸の夜明け作戦と名付けられ、ペルシャ湾上で6月13日に行われた記者会見で発表された。
他国領海付近における掃海作業は朝鮮戦争での海上保安庁の特別掃海隊による活動（1950年）以来、また日本国外での実任務はマリアナ海域漁船集団遭難事件に対する災害派遣（1965年）以来のことである。また練習艦隊等による遠洋航海以外の海外実任務で、日本海軍・海上自衛隊の艦隊がインド洋を渡るのは、第一次世界大戦の地中海派遣、第二次世界大戦のインド洋作戦以来の出来事であった。

## 派遣に至る経緯

### クウェート侵攻と海幕の初期対応
1990年8月2日、イラクのクウェート侵攻に対して直ちに国際連合安全保障理事会決議660が採択され、即時の無条件撤退が要求されたのをはじめとして、国際社会はほぼ一致してイラクの行動を侵略的行動として非難した。海上幕僚監部（海幕）では、クウェート侵攻直後から、海幕防衛課に運用課・装備課等も加わって、現行法制内での可能行動についての白紙的研究に自主的に着手した。8日には、ホルムズ海峡が封鎖される可能性等についての見積りと、その状況に対して海上自衛隊としてなし得る対応策についての検討結果を海幕長に報告し、今後の展開によっては、海上自衛隊の部隊の行動を伴う貢献の要請が予告なしに突然行われる可能性もあるとして、以後、できる限り幅広くかつ具体的な検討作業を進めていくこととなった。14日には第1回幕内検討会が実施され、護衛艦や掃海艇等の派遣についての研究に方向を定めるとともに、日本の軍事的貢献策についての法制面の研究も開始した。その成果を踏まえて、内局や統幕の上層部等に対応策の概案について説明するとともに、21日には第2回幕内検討会を開催し、掃海艇派遣の研究に続き補給艦及び護衛艦の派遣についての具体的研究を推進、23日には関係者に対しペルシャ湾海域への護衛艦派遣等についての研究結果を説明した。
一方、政府の対応は極めて慎重かつ否定的で、ボランティアの医療要員派遣の可能性表明等、極めて限定的な協力にとどまる模様を見せていた。これに対し、既に砂漠の盾作戦を発動して軍事的対応に着手していたアメリカ合衆国は、アメリカ軍支援のための民間機や輸送機の提供を要請するほか、水面下では掃海艇や輸送艦の派遣も要請し、30日にはピカリング国連大使が、日本の中東貢献策への期待として掃海艇や補給艦の派遣を第一に挙げるなど、軍事面に重きを置いた貢献への期待を再三表明した。こういった動きに対し、8月31日、日本政府は、当面の局面打開を図るため「国連平和協力法」の検討を開始することを明らかにしており、海幕でも同日に第3回幕内検討会を開催し、以後は本研究の成果を基に同法の枠組での海上自衛隊の効果的活用と役割の明確化を追求していくこととした。

### 国連平和協力法と輸送機派遣の頓挫
当時の参議院における保革逆転現象を背景として、官邸筋は、同法によって設立される平和協力隊への自衛隊の組織的な参加には否定的であったのに対し、外交筋は国際社会の反応を踏まえて自衛隊の参加を模索しており、そして防衛庁・自衛隊が協議に参加しないままで法案化の作業が進められていった。法案の骨子が固まるのにつれて、海幕内での軍事的貢献策に関する検討作業も公開化・本格化し、10月8日には従来の委員会を発展拡大させた形で、防衛部長を長とするME（Middle East）プロジェクトを公式に発足させ、自衛艦隊司令部なども参画し、下記の4ケースに関する基本計画の策定を進め、いずれも12月中旬には作業を完了した。
1. 多国籍軍に協力するための海上輸送支援及び陸上自衛隊野戦医療隊支援のための補給艦の派遣
2. 湾岸地域での掃海作業のための掃海部隊の派遣
3. 湾岸地域における邦船の護衛のための護衛艦部隊の派遣
4. 湾岸地域からの邦人移送のための護衛艦部隊の派遣

しかし国連平和協力法案は10月16日の閣議決定を経て第119回国会（臨時会）に提出されたものの、公明党や社会党の反対、そして海部首相の政治的求心力低下を背景とした世論の不支持に伴って、11月8日には廃案となった。一方、その間も国際社会の動きは続いており、11月29日には、イラクに対してクウェートからの無条件撤退を求めるとともに撤退期限を設定する国際連合安全保障理事会決議678が採択され、これによって設定された期限が切れた翌々日にあたる1月17日、多国籍軍は砂漠の嵐作戦を発動して、武力行使に踏み切った。
戦端が開かれるや、日本政府は内閣に「湾岸危機対策本部」を設置していたが、戦闘に伴って多数の避難民発生が予想されたため、政府は、国際移住機関（IOM）から要請があった場合には自衛隊法第100条の5（国賓等の輸送）に基づく輸送を行うための派遣を行う方針を固めた。1月24日には空幕長に対し「中東における避難民の輸送の準備」に関する長官指示が発出され、航空幕僚監部に「中東対策本部」を設置し、25日には事前調査団が出発するとともに、派遣の根拠となる「湾岸危機に伴う避難民の輸送に関する暫定措置に関する政令」が閣議決定され、29日に公布・施行された。航空自衛隊では、C-130H輸送機5機と隊員250名によって待機の態勢をとった。
しかし2月に入り、ヨルダン国内の情勢が輸送機運航に適さず、かつ避難民の数が少ないことなどを理由に、政府・自民党は自衛隊機派遣に関しては慎重となった。2月12日には輸送機派遣の当面の見送り方針を受けて、航空自衛隊は派遣準備の態勢を解き、C-130の通常の任務飛行を再開した。その後も4月上旬まで待機の態勢を続けたものの、結局IOMからの派遣要請はなく、4月19日には上記の暫定措置に関する政令が廃止され、航空自衛隊も関連業務を終了した。

### 部隊派遣の決定と発令
2月28日には、多国籍軍の圧倒的勝利をもって戦闘が終了した。3月2日、安保理決議686によって、それまでの諸決議をイラクがいかにして履行すべきかが提示され、翌3日、イラクはこれを受諾した。また4月3日の安保理決議687によって正式停戦のための条件が規定され、翌6日にイラクはこれを受諾し、4月11日に停戦が発効した。
上記のように空自輸送機の派遣が実現しない中、政府・自民党の一部からも、何らかの形での「可視的」かつ「具体的」な国際貢献を行うことが日本の責務であると主張する声が大きくなり、2月14日ごろには、こうした中から、湾岸戦争終結後の貢献策としての掃海艇派遣を求める動きが一層表面化してきた。海幕も、2月中旬には、もはや日本の行い得る国際貢献の可能性は、戦後処理としての掃海作業にのみ求められるとの判断に立ち、計画策定努力の重点を邦人輸送から掃海部隊の派遣に移行させた。上記のような状況の推移を受けて、3月初頭からは掃海部隊の派遣に絞り、自衛艦隊・第1掃海隊群・関係総監部等を包含して、具体的計画の策定作業を進めていった。
そのさなかの3月6日、ドイツ政府は、イラク軍によってペルシャ湾全域に敷設された約1,200個の機雷を除去するため、米国及び国連から協力を要請されたことを受け、ドイツ海軍掃海部隊が同海域に派遣される旨を発表した。ドイツは基本法によって北大西洋条約機構（NATO）域外への軍の派遣を制限されており、日本と同様に人的貢献策を巡って苦慮していたが、戦闘終結に伴って同海域は戦闘海域ではなくなったとして、アメリカの要請を受け入れて派遣を決定したものであった。日本では、4月7日の統一地方選挙前半戦までは表向きの議論は低調だったが、この選挙で自衛隊の派遣に最も否定的だった社会党が惨敗すると、翌8日には経済団体連合会の平岩会長が掃海艇の派遣を主張したほか、以後、日本経営者団体連盟、石油連盟、臨時行政改革推進審議会会長等が次々とこれに続き、また海員組合も掃海艇派遣を政府に要請するなどの動きがあり、官邸首脳もサウジアラビア政府からペルシャ湾への掃海部隊派遣の打診があったことを公表した。11日の停戦発効を受けて自民党国防3部会は派遣を決議し、海部首相及び党三役に申し入れた。
これらの動きを受けて、政府首脳は、掃海任務を定めた自衛隊法第99条（当時）を根拠としてペルシャ湾に掃海部隊を派遣する方針を固め、4月12日には、長官に対して、14日の統一地方選挙後半戦後に海上自衛隊への掃海部隊の出動準備指令を発出するよう指示し、掃海部隊派遣のための出発のデッドラインを4月中と定めた。16日、池田長官は海幕長に対し「ペルシャ湾における機雷等の除去の準備に関する長官指示」を正式に発出、同時に、派遣の政治決定に際して即応し得るための準備を行うよう指示した。そして、本指示が発出されてわずか1週間後の24日、安全保障会議及び閣議において掃海部隊の派遣が正式決定し、同日、長官は海上自衛隊に対し、「ペルシャ湾における機雷の除去及びその処理の実施に関する海上自衛隊一般命令」を海甲般命として発令し、出発日は26日と決定された。

### 計画の策定と部隊の編成
掃海部隊派遣に伴う具体的な準備作業は、上記の「MEプロジェクト」の研究成果に基づいて進められ、いったん下命があれば短期間で諸般の準備を完成し得る態勢が取られていた。準備指示の発令から出港までわずか1週間余という短期間であったが、関係各部は計画に基づき集中的に作業を実施し、所要の派遣準備を完成した。
派遣計画の策定に際して最も重視されたことは、集団的自衛権の行使を禁じられている中で、ペルシャ湾での掃海作業に際し、既に掃海作業を実施中の多国籍軍と調和を取りつつ、いかにして海上自衛隊としてのアイデンティティを発揮するか、という点であった。またペルシャ湾海域は、遠洋練習航海でも一度も寄航・訪問の経験の無い海域であり、行動計画の立案に当たっては、経験の深い海運会社等、各方面からの情報収集も必要となった。特に湾岸諸国は宗教的戒律の厳しいイスラム国家であるため、港湾等の利用にあたって様々な面で問題が生起する可能性を秘めており、慎重かつ周到な準備が必要であった。日本からペルシャ湾海域への進出・帰投の時期や、航路の選定も大きな問題であった。小型の掃海艇はインド洋を横断しての行動には約1か月を要し、この間モンスーンの時期を避けねばならないという課題があった。この解決策として、ドイツ海軍が行っていたように掃海艇を重量物運搬船で運ぶ案も俎上に載せられ、運搬中の掃海艇の水密性保持や磁気低減について各種方策も検討されたものの、結局は専用船のチャーターについての折合いがつかず、採用に至らなかった。
掃海艇の隻数は、掃海作業実施上の戦術単位である3隻による作業を数か月間にわたり継続的に実施することを可能とするため、予備艇を1隻確保し4隻編成とした。派遣する艇を選ぶ際に基準となったのが機関であった。海自では、イラン・イラク戦争中にも掃海艇派遣に関する予備的検討を行っていたが、当時の主機・掃海発電機として用いられていたZC型エンジンは、数千時間運転後のオーバーホール整備において、機関を丸ごと予備機と換装するシステムであり、日本から遠く離れたペルシャ湾では実施困難と見積もられた。これに対し、今回の派遣時期には、ZC型の後継として開発されたNMU型が実機搭載を開始しており、こちらはオーバーホール整備の際に予備機と換装する必要がなく、艇内で施工可能な上にインターバルもかなり長くなっていた。この時点で、NMU型を搭載した艇は計6隻（昭和61－63年度計画で建造された艇が2隻ずつ）あったが、最新の63年度計画艇は就役後日が浅く、訓練や装備品の性能試験の途上だったことから、これを除いた4隻が選定された。これらの掃海艇に加えて、現場での作業の全般指揮及び掃海艇への補給支援のために掃海母艦「はやせ」が派遣されることになった。また長期間の行動中、掃海母艦と掃海艇への補給支援等のため補給艦が必要となるが、当時の海自が保有していた4隻のうち、検査・修理の時期と派遣期間を考慮して「ときわ」が選定された。「掃海派遣部隊」（OMF）は自衛艦隊司令官の直属となり、第1掃海隊群司令（落合畯1佐）が指揮することとなった。派遣部隊の人員は、医官4名が加わるなど司令部要員を増強したほか、通常は90％程度であった艦艇乗員の充足率を100％とし、総員511名で編成した。ただし正式な指示が出るまでは大掛かりな人事異動を行うことができず、最も遅い人事は4月18日となったが、この隊員は洋上での訓練からヘリコプターで八戸航空基地に戻った後、飛行機で横須賀に赴任するという慌ただしさだった。
上記の通り、NMU型は整備の間隔が長いエンジンではあるが、念の為に派遣前にオーバーホールに準じた大規模整備を行うことが計画された。しかし政治情勢を勘案すると最終的に派遣が行われない可能性も十分にあり、整備を行ったのちに派遣が中止された場合の費用負担等も勘案して、海幕艦船課では、派遣指示が下されるタイミングに応じて、その時々で実施可能な整備計画とそれによる効果を策定し、結局はシリンダーヘッドの開放のみが行われた。また部隊内で対処不可能な被害や故障が生じた場合の対策として臨時に特別移動整備隊を編成し、必要に応じ民間航空機により整備地に進出し、掃海艇等の機関等の修理・整備に当たることとなった。アジュマーンに三井造船が小規模な工場を保有しており、しかも同所の川島工場長は以前は同社の玉野工場で自衛艦の修繕などを担当していたこともあって、海幕艦船課の依頼を受け、派遣部隊に修理の必要が生じた場合には対応できる体制を整えていた。幸い、そのような修理の必要が生じることはなかったものの、派遣部隊到着時に川島工場長が挨拶に出向いたこともあって、故障にも対処できるという安心感につながった。
特設器材は、計画した一覧表に基づき、秘話通信装置や民用GPS等を装備したほか、派遣部隊の要望や後方支援部隊の提言も極力受け入れ、海上自衛隊OBや掃海艇関連メーカーの絶大な協力・支援も受けて、次のような特設器材が装備された。
1. 掃海艇有人区画天井への衝撃緩衝用クッション材
2. 掃海艇甲板上の防暑テント用スタンション及びキャンパス
3. 掃海艇艦橋内の衝撃緩衝用立直員固定椅子
4. 掃海艇CIC及び電信室へのユニットクーラー
5. 掃海艇乗員用ベッドの増設
6. 掃海艇の防塵対策
7. 掃海艇搭載艇のRIB型への換装
8. 掃海艇乗員用戦闘帽の軽量型への換装
9. 掃海艇膨張式救命筏の甲型（第1種）への換装：航行区域を「近海」から「遠洋」に変更したことに伴う措置であった[8]。
10. 掃海艇乗員浴室シャワーの増設
11. 水中目標識別器材
12. 派遣部隊司令部用ミニコンピュータ
13. 浮遊（流）機雷拘束用ネット

なお、これらの装備の特設による船体磁気への影響が強く懸念されたが、ドバイで実施した磁気測定の数値は各艇とも基準値以内であったため、全て特設したまま掃海作業に臨むこととなった。

#### 掃海派遣部隊編成
- 指揮官 - 落合畯1等海佐（第1掃海隊群司令）
- 司令部 - 幹部25（落合指揮官含む）、准尉2、曹士23、合計50名。
- 掃海母艦「はやせ」（旗艦） - 艦長は横山純雄2等海佐。幹部12、准尉1、曹士133、合計146名。
- 第14掃海隊 - 隊司令は森田良行2等海佐
  - 掃海艇（はつしま型）「ひこしま」（61MSC） - 艇長は新野浩行1等海尉。幹部8、准尉1、曹士38、合計47名（第14掃海隊司令部含む）。
  - 掃海艇「ゆりしま」（61MSC） - 艇長は梶岡義則1等海尉。幹部5、曹士38、合計43名。
- 第20掃海隊 - 隊司令は木津宗一3等海佐
  - 掃海艇「あわしま」（62MSC） - 艇長は桂真彦1等海尉。幹部8、准尉1、曹士38、合計47名（第20掃海隊司令部含む）。
  - 掃海艇「さくしま」（62MSC） - 艇長は田村博義3等海佐。幹部5、曹士38、合計43名。
- 補給艦「ときわ」 - 艦長は両角良彦2等海佐。幹部13、准尉2、曹士120、合計135名。

## 部隊の出動

### ペルシャ湾への移動
掃海派遣部隊は、4月26日に横須賀・呉・佐世保から各々出港し、奄美群島において合同した後、ペルシャ湾に向かった。各地での出港時には派遣反対の活動もあったものの、地元警察や海上保安庁の警備によって大きな混乱はなく、家族や同僚の見送りを受けての出港となった。また奄美を出港したのちも、佐久間海幕長が搭乗したP-3Cが激励に訪れたほか、航空自衛隊の小牧基地司令官自らが操縦するC-130H輸送機も見送りに飛来した。日本での見送りの掉尾となったのが海上保安庁の巡視船「よなくに」で、マストにUW旗（貴船の安全なる航海を祈る）を掲げ、甲板では乗員が登舷礼で立ち並んでいた。
ペルシャ湾までの進出は、比較的大型の「はやせ」「ときわ」はともかく、500トンそこそこの木造船である掃海艇にとってはまさに大航海であったが、海況はおおむね良好で、心配されたサイクロンの発生もなく、航海は順調であった。また航路上で遭遇する日本の商船から度々激励を受けるとともに、航路の情報提供も受けることができた。進出途中、真水・糧食・燃料の補給のため、スービック海軍基地（フィリピン）、シンガポール港、ペナン島（マレーシア）、コロンボ港（スリランカ）、カラチ（パキスタン）を経由した。ただしコロンボとカラチで補給した真水からは大腸菌が検出され、飲用としては「ときわ」が日本から搭載してきた水を使用することになり、「はやせ」及び「ときわ」から縦びきでの洋上給水を計3回実施した。
一方、掃海派遣部隊の進出と並行して現地の実情調査と周辺諸国への協力要請が行われており、5月4日には、海幕防衛部長村中海将補を団長とするペルシャ湾現地調査団9名（うち外務省1名）が出発した。村中海将補たちは、7日にUAE沖の「ラ・サール」艦上で実施された第3回MACOM（多国籍軍の海上指揮官会議）に臨席し、掃海派遣部隊の基本構想等の理解を得るとともに、所要の調整を実施した。また現地調査によってバーレーンのミナ・サルマン港を主用根拠地とすることを確認したほか、アラブ首長国連邦のドバイ港にイギリス海軍が保有する磁気測定施設を利用できることが判明した。事前調査団のうち、河村雅美2佐は帰国後ただちに空路でカラチに移動して掃海派遣部隊に合流し、これらの調査結果の詳細を伝達した。
この情報を受けて、バーレーンの前にまずドバイに寄港することになり、5月27日に同地のアル・ラシッド港に入港、同月30日までは補給、船体及び装備の点検整備、掃海艇の磁気測定、所在各国派遣部隊との調整会議、部隊内研究会等の諸準備作業、事前の掃討訓練等を実施した。磁気測定の際には、他国の艇は操船の不手際からやり直しが多く、1隻あたり1日以上はかかることが多かったのに対し、海自では、地上測定所に派遣された奥田宗光1尉の誘導もあってコース取りを失敗することがなく、4隻あわせて半日で終了して、各国海軍を驚かせた。

### 掃海作業の準備
掃海派遣部隊が到着した時点で、アメリカ・イギリスのほかベルギー海軍、サウジアラビア海軍、フランス海軍、ドイツ海軍、イタリア海軍、オランダ海軍の計8か国の多国籍部隊による掃海作業が進捗しており、既に約1,000個の機雷が処分されて、残りは200個程度と見積もられていた。しかし、これらは手付かずのまま掃海作業の難しい海面に残されているものと考えられ、アメリカ中央海軍司令官 (COMUSNAVCENT) テーラー少将は「最初の100個に比べ、最後の100個の機雷の捜索は極めて難しいものとなる」と述べて、アラブ首長国連邦の英字紙 (Gulf News) に「日本の掃海部隊に期待するところが極めて大きい」とのコメントを寄せた。
掃海作業の対象海域は、停戦後にイラクから提供された機雷敷設海域情報などに基づいて、いくつかのMDA（Mine Danger Area）に大別されていた。派遣部隊は、まずはアメリカ海軍が担当していたMDA-7の一部を分担することになり、5月31日にドバイを出発した。ペルシャ湾内では、最高で摂氏50度に達する酷暑や西風に乗って飛来する砂塵や虫、さらにイラクによるクウェートの油田への放火で生じた濃密な煤煙に悩まされつつも、各種の事前掃海訓練を実施し、6月4日午後にクウェートの東方沖約100キロのMDA-7付近に到着、予定を繰り上げて翌5日より作業を開始した。一方、落合1佐と幕僚は「ときわ」とともにドバイに残り、テーラー少将たちとの協議や資料の受領を行ったのち、6月4日にMDA-7に到着した。ただちに落合1佐はアメリカ海軍掃海部隊の旗艦「トリポリ」に指揮官ベイリー大佐を訪ねて掃海作業の打ち合わせを行ったのち、掃海艇の乗員を激励したが、多国籍海軍との共同作戦会議への出席のため、6月6日午後には再びドバイに戻った。
なお、派遣当初より、日米連絡のため中東艦隊司令部に派遣幕僚を出すことになっており、掃海幕僚のなかから四方義博3佐が任命されて、6月1日に「ラサール」に赴任した。また同日のテーラー少将と落合1佐との初会合の際に、日米の現場部隊同士も連絡士官を出し合うことになり、第20掃海隊の隊勤務であった奥田宗光1尉が6月4日に「トリポリ」に赴任し、またアメリカ海軍からもアーサー・ストーフ大尉が「はやせ」に着任した。また6月18日からはアメリカ掃海部隊指揮官がヒューイット大佐に交代したが、落合1佐とは真剣で活発な議論を交わしつつも良好な関係を築いていった。

## 掃海作業の実施

### 掃海作業の開始 (MDA-7)
掃海艇の運用は、当初計画では「3隻運用、1隻整備補給」としていたが、現地の過酷な自然環境への対応、整備補給の効率等を考慮し、「4隻同時運用、4隻同時整備補給」、すなわち、「All-on All-off」に改めることとした。1週間のうち5日半がOnとして掃海作業に、残り1日半がOffとして整備・休養にあてられており、5時に起床して6時に出港、18時から19時（日没頃）に作戦を終えて、母艦または補給艦に横付けして補給したのちに泊地に投錨、当日の作戦経過概要などを発信し、翌日の作戦要綱を作成・配布するというサイクルになっていた。乗員の就寝は早くても23時過ぎ、補給作業次第では午前1時を過ぎることもあった。
掃海作業は、機雷探知機のコンディションチェックを兼ねて、まずは感応掃海から開始された。2週間にわたって感応掃海を行ったのち、6月17日に「ひこしま」の機雷探知機が機雷らしい目標を探知した。この目標を感応掃海しようとして直上航過まで行ったものの、掃海処分には至らなかったため、機雷掃討に切り替えることになった。しかしここで、どうやって目標を識別するかが問題になった。当時、他国で使用されていたPAP-104などの機雷掃討用ROVでは機雷識別用のテレビカメラが搭載されていたのに対し、派遣部隊が使用していた75式機雷処分具S-4にはこれがなく、正確に識別するためには人が潜って確認する必要があった。これは、事前に計画された水中処分員（EOD）の作業要領と異なっていたために議論となったが、「ひこしま」艇長の森田2佐および掃海隊司令の森田2佐の説得によって納得した。
6月19日に処分が行われることになり、まず8時10分、「ひこしま」の処分士である末永3尉と潜水員長である坂本1曹が潜って、目標がソビエト連邦製の磁気・音響感応機雷であるUDM機雷であることを確認した。続いて遠隔操作のS-4が発進、9時31分に処分用爆雷を投下し、周囲の艦艇が退避できるように30分の調定時間をおいて、10時1分に発火、成功裏に爆発処分を行った。この際に生じた水柱は約40メートルにも達した。また同日15時38分には、同艇によって更にもう1発のUDM機雷が処分された。
アメリカ海軍から、発見した機雷を確実に識別することや、油井からのパイプラインがあるところでの爆破処分を避けること、他の艦艇への影響を考慮して爆破処分の予定時間を通知するように通告されたこともあって、いつ爆破処分が生起するか予測できない感応掃海は行えなくなり、以後は機雷掃討のみによる作戦となった。「ひこしま」では、いち早くペルシャ湾の音響環境にあわせた機雷探知機の使用法を編み出しており、これを他艇とも共有することで探知が相次ぐようになった。
その後、乗員の疲労が蓄積し、機械も整備点検が必要になっていたことから、7月1日の作業で第一段の作業を終了し、4日、派遣部隊はバーレーンのミナ・サルマン港に入港した。同地では小串敏郎大使の歓迎を受けたほか、バーレーン日本人会はリゾート施設を貸し切っての歓迎会を開催し、乗員たちは飲食自由に加えてプールやテニスなども楽しむことができた。一方、落合1佐のもとには鈴木宗男外務政務次官を皮切りに要人の訪問が相次いだほか、直前に統幕議長に就任していた佐久間海将も再び激励に訪れた。整備・休養・補給を終えた派遣部隊は、12日にバーレーンを出港して再びMDA-7に向かったが、佐久間海将は「ときわ」に座乗して同海域まで進出、掃海艇「あわしま」に乗艇して実際の作業を視察したのち、15日に「ときわ」でアブダビ市に移動した。
最終的に、MDA-7では計17個の機雷を処分したほか、アメリカ軍が投棄した掃海具なども回収した。7月20日をもって、同海域の掃海完了が宣言された。

### ペルシャ湾北端海域への移動 (MDA-10)
7月20日までに、ペルシャ湾北部のMDA-10を除くほぼ全海域の掃海作業が終了していた。イギリスやフランス、ドイツなど西欧同盟（WEU）は、MDA-10は掃海活動の根拠となる安保理決議686の付託の範囲外であるとの見解を示し、同日で掃海作業を打ち切り、帰国した。一方、日本とアメリカは、同海域の掃海作業が「ペルシャ湾における船舶の航行の安全確保のために不可欠」として、掃海作業を継続することとした。MDA-10への転進を前にして、派遣部隊は一度ドバイに帰港することになり、21日にMDA-7を離れ、「ときわ」は22日、掃海艇隊は23日に入港し、各国海軍との調整・交流や艦艇・装備の点検整備、また乗員の休養を行った。また23日夜には、バーレーンのミナ・サルマンでクウェート政府主催の感謝式典が開催されることになり、海自からも落合1佐および各司令・艦長・艇長が招待されて出席した。
MDA-10は、水深が浅くて潮流が速いという技術的な困難さに加えて、その一部にイラン、イラクおよびクウェートの領海が含まれるため、掃海作業を実施するための了解をいちいち取り付けなければならないという障害もあった。この事態を見越した日本の外務省は早くから外交交渉を行っており、イランからは7月20日、イラクからは同25日に領海立ち入りへの正式な同意が得られた。特にイランからは、政府では統制困難なイスラム革命防衛隊を警戒するとともに、イラク軍の機雷戦および西側諸国の対機雷戦ノウハウの視察を兼ねた連絡士官として、モハマッド・ハッサン・ゼイナリ少佐とアリ・アミリ少佐が派遣されてきた。これによって、「はやせ」艦上でアメリカ海軍とイラン海軍の連絡士官が同居することになり、イランアメリカ大使館人質事件以降の両国関係の険悪さのために海自側の密かな懸念を招いたが、アメリカ海軍のストーフ大尉が社交的に接したこともあり、大きな問題には至らなかった。
上記のような外交関係も考慮して、MDA-10を北緯29度30分で分けて、イランに近い北側を日本、南側をアメリカが分担することとになった。7月26日、派遣部隊はドバイを出港し、28日よりMDA-10での作業を開始した。この海域はペルシャ湾の北端部に位置しており、シャットゥルアラブ川（ティグリス川とユーフラテス川の合流部）河口のすぐ沖に当たるため、流れが速く水中視界が悪く、また水深10メートル程度と極めて浅い上に、海底には石油のパイプラインが走り、機雷処分には極めて条件が悪かった。特にこの海域には、機雷探知機での探知が困難なイタリア製のマンタ機雷が敷設されていることが確実視されており、事前にイタリア海軍の掃海部隊から情報収集するとともにアメリカ海軍の鹵獲品を研究したうえで作業に臨んだ。また海自EODが使用する半閉鎖式潜水器（SCR）ではマンタの音響感応に反応する恐れがあったことから、全閉鎖式潜水器（CCR）を使用するアメリカ海軍EODの協力を仰ぐことになった。
派遣部隊は機雷の列線に遭遇したこともあり、作業開始から8月1日までに14個の目標を探知し、アメリカ海軍と協議して、翌2日に12個を一気に共同処分することになった。上記の通り、この海域にはパイプラインが走っていることから、まず海自EODが指向性の小型爆薬を用いて発火装置のみを破壊したうえで、機雷にバルーンを取り付けて浮上させ、沖合いの安全な海域に移動させて、アメリカ海軍EODによって最終処分を行うという二段構えの作業が行われた。また3日には、「ゆりしま」「ひこしま」がそれぞれ機雷探知機によってマンタを探知するという金星をあげた。
8月10日には日米双方が休日となったこともあり、「ときわ」の広い後甲板を会場として親善パーティが開催された。開宴のさいには落合1佐とヒューイット大佐による鏡開きが行われたほか、落合1佐が事前に海幕長時代の佐久間海将から許可を得ていたこともあって飲酒も可能であり、大盛況となった。12日からは掃海作業が再開されたが、この日からはMDA-10に加えて、クウェートに通じる航路帯の拡大作業（QCR305）も行われるようになり、「ひこしま」「ゆりしま」および「ときわ」を分派しての二正面作戦となった。

### クウェート寄港及びカフジ沖の掃海作業
掃海作業も終盤となった8月18日にはイラン海軍の連絡士官2名が、19日にはストーフ大尉も退艦し、入れ替わりに海自側の連絡士官として派遣されていた奥田1尉が戻ってきた。8月20日にはMDA-10とQCR305に分割されていた隊が合流、イランの招きに応じてバンダレ・アッバース港に向かうことになり、22日午前に同地に入港した。また8月25日にはバーレーンのミナ・サルマン港に入港し、落合1佐が記者会見を行うとともに、前回入港時に同地の日本人会が開いてくれた盛大な歓迎会に対する返礼の宴も催された。9月1日からクウェート沖の掃海を行ったのち、4日に同地のシュワイク港に入港した。日本はクウェートおよび多国籍軍に対して総額130億ドルに及ぶ金銭的貢献をなしていたにも関わらず、クウェートでは認識されておらず、戦闘終結直後に参戦国に感謝してワシントン・ポストに掲載した広告からも外されていたが、派遣部隊の人的貢献に接して、日本への感謝の意を明確に表明するようになり、派遣部隊はクウェート入港に際して熱烈な大歓迎を受けた。そしてクウェートで目の当たりにしたのは、日本の国旗が新たに他国に加わって印刷された記念切手であった。その後、9月6日から8日にはカフジ油田の安全確認作業を行ったが、これは同地で操業中のアラビア石油からの依頼によって行われたという経緯もあり、同社の社有ヘリコプターに幹部社員やサウジアラビア沿岸警備隊司令官らが搭乗して派遣部隊上空まで飛来して、無線の周波数があわず通じないとわかるや、直接スピーカーで感謝の言葉を叫ぶという一幕もあった。
しかしこのように作業が終わったと思われた時点で、アメリカ軍上層部により、MDA-10外側の浅海域に機雷がないという確認作業を日米共同で行いたいという要望が伝えられた。日米の前線部隊としては、現地の地勢状況から作業が困難で、また実際に機雷が存在する可能性もほぼないという点で意見が一致していたものの、もし作業が必要となった場合に備え、海自は「ゆりしま」のみ帰国を遅らせて作業にあたるよう準備していた。最終的に同国の最高指導者であるアリー・ハーメネイーが日米共同作業を拒否したため、全艇での帰国が実現した。

### 母艦・補給艦の活動

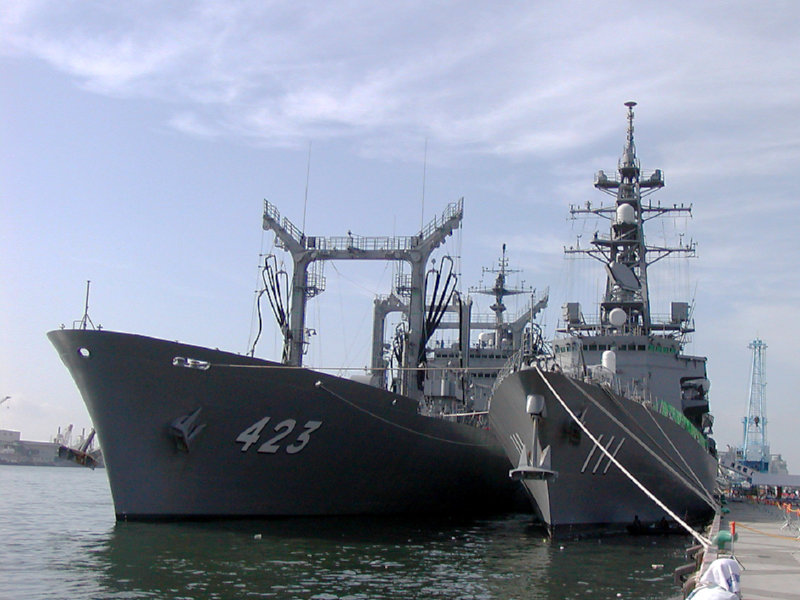
補給艦「ときわ」（左の艦）

「ときわ」は、補給物資を掃海部隊に届けるため、主補給基地であるドバイや副基地であるアブダビから掃海海面までの間を11回往復し、その部分だけでも航行距離は19,140キロに達した。この間、浮遊機雷に備えて航海時の見張りが強化されたが、特に過酷な艦首見張りの勤務を先任海曹たちが進んで引き受けたことで、率先垂範の実践となり、士気の向上につながった。
現地における補給で最大の問題となったのは、真水の補給であった。ドバイの真水は海水を蒸留して飲用に適するようにしたもので、水質的にも問題はなかったが、岸壁での給水能力の低さ（300トン/日）が問題となった。すなわち「ときわ」が掃海派遣部隊への真水補給に要する平均量は1回約800トンであるため、少なくとも2日半の岸壁給水が必要となり、結果的に真水搭載の所要時間が「ときわ」による補給サイクルを決定する上でのボトルネックとなったため、場合によっては経費増を忍んでバージによる給水も併せて実施した。また生糧品については、ドバイでは納豆や烏賊の塩辛、梅干しなどの和食を含めて世界中のほとんどを入手可能であったが、その搭載作業については、約1時間程度で終了するのを常としており、米海軍を始め他国艦艇においては1日がかりの作業となることも珍しくなく、驚嘆の的となっていた。
対機雷戦の実任務という行動の性格上、大量負傷者の発生を念頭に置いた体制が整備された。殉職者が発生した場合に備え、「はやせ」には棺桶を作るための木材が積まれていた。また、当時の海上自衛隊には認識票を常時身につける習慣がなかったが、万が一に備えて認識票を配布したところ乗組員らの表情が曇ったため、落合は苦し紛れに「ただの迷子札」と説明したという。「はやせ」及び「ときわ」の医務室は厚生省から診療所と認められ、また司令部には医官等4名（外科、内科、歯科、薬剤科各1名）及び衛生員4名が増員された。幸いにして懸念された状況は生起しなかったものの、結局2名の隊員が健康を損ね途中帰国したほか、延べ3,784名が診療を受けており、派遣中には鼠径ヘルニアの外科手術も行われた。実掃海作業によるストレスの蓄積のためか、受診頻度は5月から9月にかけて徐々に増加しており、特に胃炎・胃潰瘍等の上部消化器系疾患において顕著であった。この傾向は、帰途についた10月以降激減した。
「ときわ」内には、隊員家族との連絡手段のため、「海上自衛隊ときわ船内郵便局」が設置された。海上自衛隊の艦艇内に船内郵便局が設置されたのは、南極地域観測隊の輸送・研究任務のために運用されている砕氷艦しらせを除き自衛隊創設後初のことであった。そのため、艦内郵便局の消印欲しさに激励手紙が送られる事態となったが、このような部外者の手紙にも、局員たちは丁寧に対応した。

## 部隊の帰還
9月13日、派遣部隊はアブダビで集結したのち、すぐにドバイに移動して休養と整備を行い、同23日午後にアル・ラシッド港を出港して帰国の途に就いた。マスカット（オマーン）、コロンボ、シンガポール及びスービックを経由し、10月28日夜半に広島湾小黒神島沖に到着、同地仮泊中に入国手続等を実施し、30日呉に入港した。翌31日に部隊を解散し、横須賀及び佐世保の部隊は、それぞれの定係港に帰港した。出発時には反対運動が盛んだったのに対し、派遣部隊の活動内容が国内で知られるようになっていたこともあって、帰国時には歓迎ムードが高まっていた。
10月30日に海部首相出席の下、長官が帰国行事を主催することと決定されたが、行事当日に帰国したばかりの隊員を長時間拘束することを極力避けるため、前日の29日、仮泊地において、統幕議長、海幕長、自艦隊司令官、海幕防衛部長等による乗員との懇談を実施し、在日米海軍司令官ヘルナンデス少将も参加した。一方、呉以外の各定係港においても、それぞれの母港に帰投した部隊に対し帰国行事が実施された。
30日の帰国行事にはアル・シャリーク在日クウェート大使も出席して感謝の挨拶を述べたほか、後日、読売新聞に感謝広告を掲載するとともに、派遣部隊に参加していたすべての関係者に記念メダルを贈った。
部隊や隊員に対しては、次の通りの表彰が行われた。
- 部隊に対して - 特別賞状（職務の遂行に当たり、特段の推奨に値する功績があった部隊）。自衛隊創隊以来初となる。
- 掃海派遣部隊指揮官 - 第1級賞詞
- 各級指揮官 - 第2級賞詞
- その他の派遣隊員総員 - 第3級から第5級までの賞詞
- 派遣部隊隊員総員 - 国際貢献記念章の防衛記念章

ただし叙勲については、叙勲基準からして可能性がないわけではないとしながらも、過去に例がないことを主たる理由として、防衛庁として申請は行わないこととされた。

## 派遣の教訓
最終的に、派遣部隊は各海域合計で34個の機雷を処分したが、このうち機雷処分用ROVである75式機雷処分具S-4が使われたのは最初の頃の6個だけで、しかもこのうち1個は失敗して殉爆せず、結局はEODによる直接処分が必要となったため、これも含めれば、実に85％（29個）をEODが処分したことになる。これは深度が浅く潮流が速いというペルシャ湾の特異な海洋環境に起因するところが大きかったものの、上記の通りS-4の性能不足の面もあった。
またこれを含めた対機雷戦装備の性能ばかりでなく、掃海艇自身の安全性、処分作業の自動化・省人化の面においても、大きな問題を抱えていると意識されるようになった。「ひこしま」艇長として派遣に参加した新野浩行3佐は、護衛艦隊司令部が発行する『艦船と安全』1992年2月号への寄稿において、「海上自衛隊創設以来の掃海の諸先輩方の努力によって受け継がれてきた掃海術科能力は、欧米諸国の海軍に比べて決して劣ってはいないと考えるが、装備武器については二流以下であるとの誹りは免れないだろう」と述べた。
この教訓を踏まえて、1992年より、海幕は平成6年度計画で建造する掃海艇（06MSC）における対機雷戦システムの研究に着手、当時の欧米諸国掃海艇のなかでは最新であったイギリス海軍のサンダウン級機雷掃討艇がモデルとして採択された。これを踏まえて開発されたのが510トン型（すがしま型）で、予算枠上の問題から1年順延されたものの、平成7年度計画より建造が開始された。